# 北部州 (シエラレオネ)
北部州（ほくぶしゅう、英語: Northern Province）とは西アフリカのシエラレオネにある州。シエラレオネ北部に位置し、ギニアと国境を接する。シエラレオネで最も広い州である。面積は22,538 km2、人口は1,316,831人（2021年国勢調査）州都はマケニ（Makeni）。州知事にはアレックス・カルグボ（Alex Kargbo）。

## 歴史
北部州は1920年に設置された。当時の州都はマクンプ（Makump）だったが、1931年にマケニに遷都された。翌1932年に州都はフリータウンに変更されたが、1939年にマケニに戻された。独立後の3州と首都地域の中では人口が最も多く、2015年国勢調査では2,508,201人を数えた。
2021年12月9日、州西部が北西部州として分立し、人口は約半分となった。

## 下位行政区画
北部州は4つの地区にさらに分かれている。
- ボンバリ地区（英語版） 中心地はマケニ（Makeni）
- ファラバ地区（英語版） 中心地はベンドゥグ（英語版）（Bendugu）
- コインドゥグ地区（英語版） 中心地はカバラ（英語版）（Kabala）
- トンコリリ地区（英語版） 中心地はマグブラカ（Magburaka）